# Johanna Aminoff-Winberg
Johanna Gerda Marianne Aminoff-Winberg, född 9 november 1955 i Mänttä, är en finländsk historiker, genealog och författare.

## Biografi
Aminoff-Winberg disputerade 2007 på en avhandling om förhållanden under Stora ofreden med fokus på flyktingströmmen från nuvarande Finland till Sverige. Studien har blivit underlag för bland annat Lars Strangs historiska roman De okuvliga.
Aminoff-Winberg var riddarhusgenealog på Finlands riddarhus 1999–2023 och var redaktör för  Finlands Ridderskaps och Adels kalender sedan 2001 (åtta årgångar). Hon har även varit redaktör för Ättartavlor för de på Finlands riddarhus inskrivna ätterna.

## Utmärkelser
- Riddartecknet av Finlands Vita Ros’ orden,  17 november 2017[5]

[Redigera Wikidata]